# 大觀發電廠大觀二廠
大觀發電廠大觀二廠是大觀發電廠二座機組之一，原名為明湖抽蓄水力發電廠，位在南投縣水里鄉，與明潭發電廠並列為台灣唯二的抽蓄水力發電廠。
目前由台電公司管理與維護，因此在官方全銜為台灣電力股份公司大觀發電廠大觀二廠，簡稱大觀二廠。

## 沿革
有鑑於日益劇增的尖峰電力負載，為解決台灣島內供電需求以及有效利用離峰時的剩餘電力，因此台電公司在1973年聘請了來自西德與瑞士二國共同擁有的LAMO顧問公司前來台灣，對尖峰電力進行綜合研究與比較分析。根據研究結果指出，興建明湖發電廠採取抽蓄水力發電，對避免尖峰電力系統之擴張及降低運轉所消耗之成本觀點而言，在技術上及經濟效益上均屬可行，而且也優於其他以火力發電為基礎作為尖峰電力的發電設備，因此台電公司隨即展開明湖抽蓄水力發電廠之興建計畫。
1980年，台電公司所提出的構想獲得行政院核准，並於同年12月底正式與承包工程公司簽約開工興建，興建工程至1984年時，計畫四部發電機組中的第一部完成安裝，並在同年10月10日開始第一部機組的試運轉作業。
1985年8月，明湖抽蓄式水力發電廠整體興建工程正式完工，總施工費用約為新台幣300億元，其地下廠房也是當時亞洲地區最大的地下發電廠房。同年9月正式投入營運，而投入商業運轉（商轉）後的明湖抽蓄式水力發電廠隨即併入鄰近的大觀發電廠旗下，由大觀發電廠進行營運與管理事宜，明湖抽蓄水力發電廠也因此改名為「大觀發電廠大觀二廠」。

## 興建計畫
計畫將上池（日月潭之湖水）作為頭水，在水社附近、日月潭環潭公路東側興建兩座進水口，經由直徑7公尺、兩條長度2,380公尺及2,350公尺的頭水隧道，分別引入水里溪上游山壁內的地下化廠房中進行發電，其中上池與下池（明湖水庫）之間落差（水頭高度）達到309.7公尺，發電後尾水排入至明湖水庫。發電後的開關場及控制大樓則設於水里溪右岸鞍部。
抽蓄水力發電的運作原理，當水輪機正轉時可帶動發電機進行發電，反轉時則可將下池的水抽回至上池儲留。在大觀二廠投入營運後，白天發電時，因日月潭的水位下降0.8公尺，明湖水庫的水位上升20公尺，匯流上游水里溪之溪水而形成一座湖泊。

## 諸元

### 設施
- 發電廠房：地下化（地下廠房）。長 127.2公尺、寬 21.2公尺、高 45.5公尺[6]。
- 頭水隧道：兩條。直徑7公尺，長2,380公尺；直徑7公尺，長2,350公尺[6]。
- 壓力鋼管：長550公尺（內徑因上寬下窄，2.7公尺-7.0公尺），傾度50；長560公尺（內徑因上寬下窄，2.7公尺-7.0公尺），傾度50[6]。
- 發電機：四部機組。可逆式豎軸法蘭西斯水輪發電機，四部總裝置容量設計為1000MW[5]。用水量每部93.2CMS，四部總合為372.8CMS。

### 機組
| 名稱   | 發電機型號                     | 水輪機型號                                 | 機組數量 | 發電方式 | 有效落差（公尺） | 單一機組用水量（CMS） | 容量（MW） | 位置                   | 商轉日期      | 狀態   |
| ------ | ------------------------------ | ------------------------------------------ | -------- | -------- | ---------------- | --------------------- | ---------- | ---------------------- | ------------- | ------ |
| 一號機 | 日本三菱重工製交流式同步發電機 | 日本日立製作所豎軸法蘭西斯可逆式抽水水輪機 | 1        | 抽蓄式   | 309.7            | 93.2CMS               | 250MW      | 南投縣水里鄉水里溪上游 | 1985年1月20日 | 商轉中 |
| 二號機 | 日本三菱重工製交流式同步發電機 | 日本日立製作所豎軸法蘭西斯可逆式抽水水輪機 | 1        | 抽蓄式   | 309.7            | 93.2CMS               | 250MW      | 南投縣水里鄉水里溪上游 | 1985年4月10日 | 商轉中 |
| 三號機 | 日本三菱重工製交流式同步發電機 | 日本日立製作所豎軸法蘭西斯可逆式抽水水輪機 | 1        | 抽蓄式   | 309.7            | 93.2CMS               | 250MW      | 南投縣水里鄉水里溪上游 | 1985年6月21日 | 商轉中 |
| 四號機 | 日本三菱重工製交流式同步發電機 | 日本日立製作所豎軸法蘭西斯可逆式抽水水輪機 | 1        | 抽蓄式   | 309.7            | 93.2CMS               | 250MW      | 南投縣水里鄉水里溪上游 | 1985年9月26日 | 商轉中 |

## 圖集

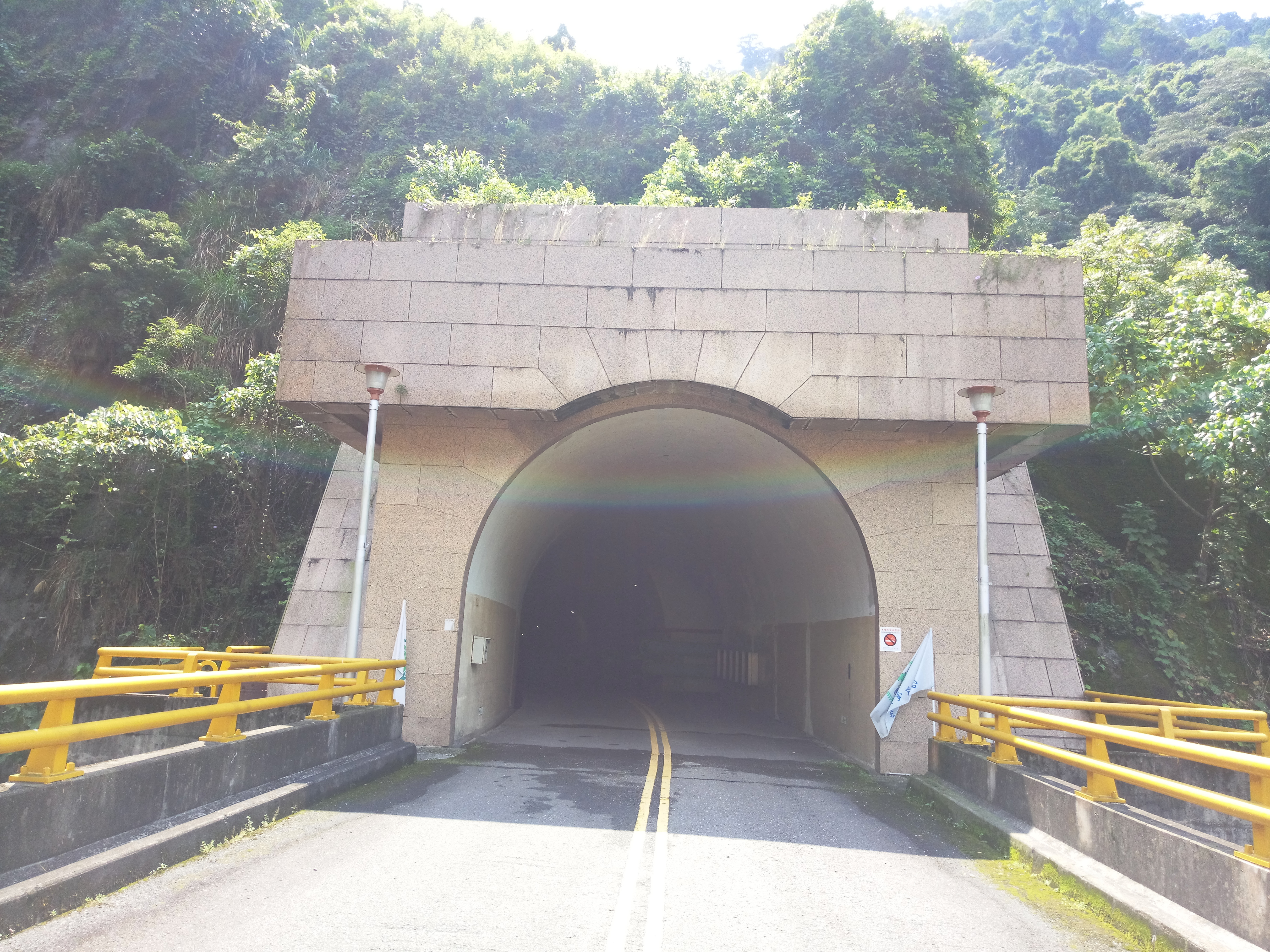
二廠地下廠房通道入口
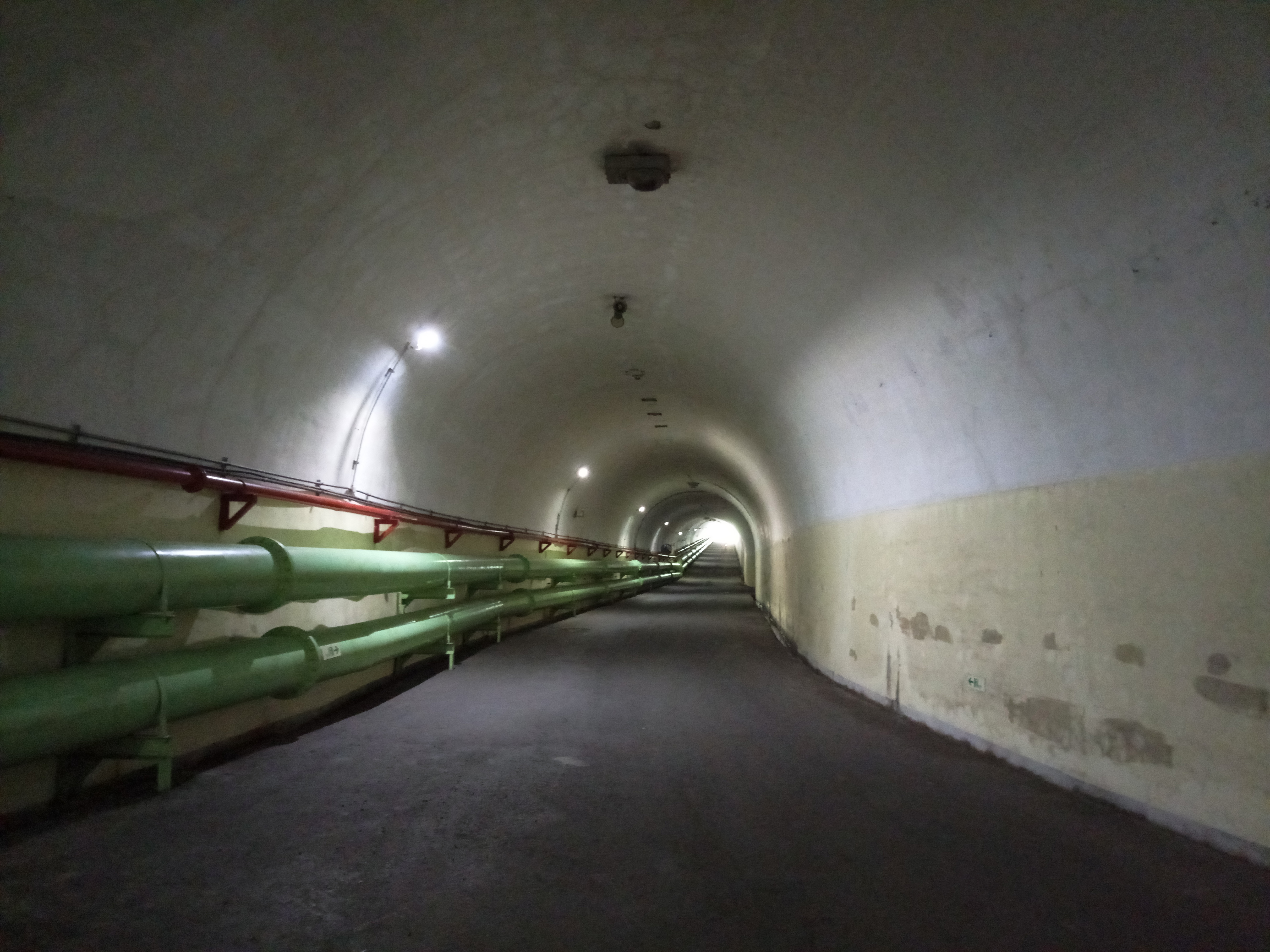
二廠地下廠房通道，該通道之海拔高度低於明湖水庫之蓄水高度
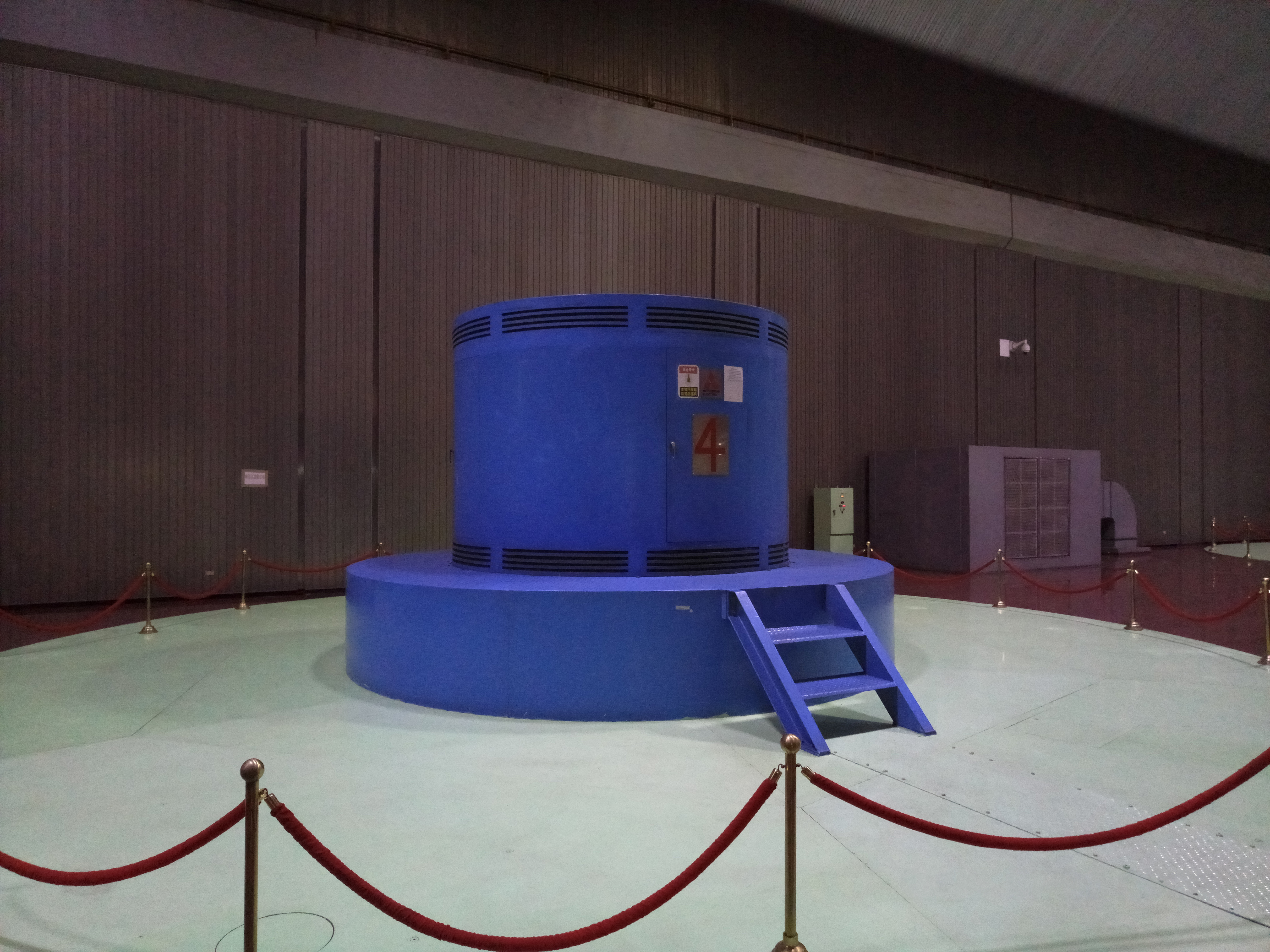
裝有輔助電動機(Pony Motor)的四號機，可再抽蓄時，透過背對背的方式來啟動另外兩部沒有安裝輔助電動機的機組(2號及3號機)
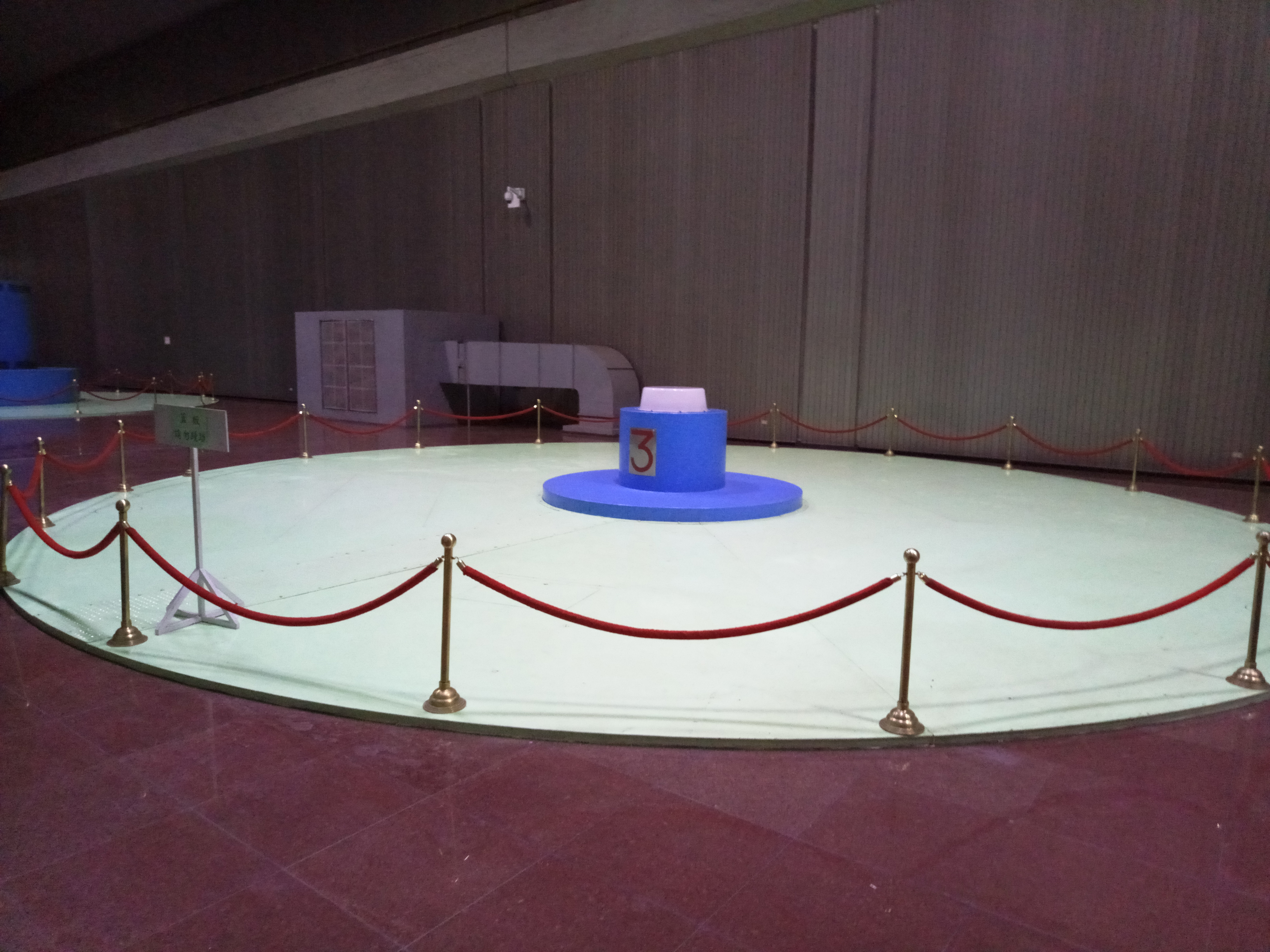
3號發電機組頂蓋，由於3號機沒有安裝輔助電動機，因此頂蓋相較於1號及4號來的更小
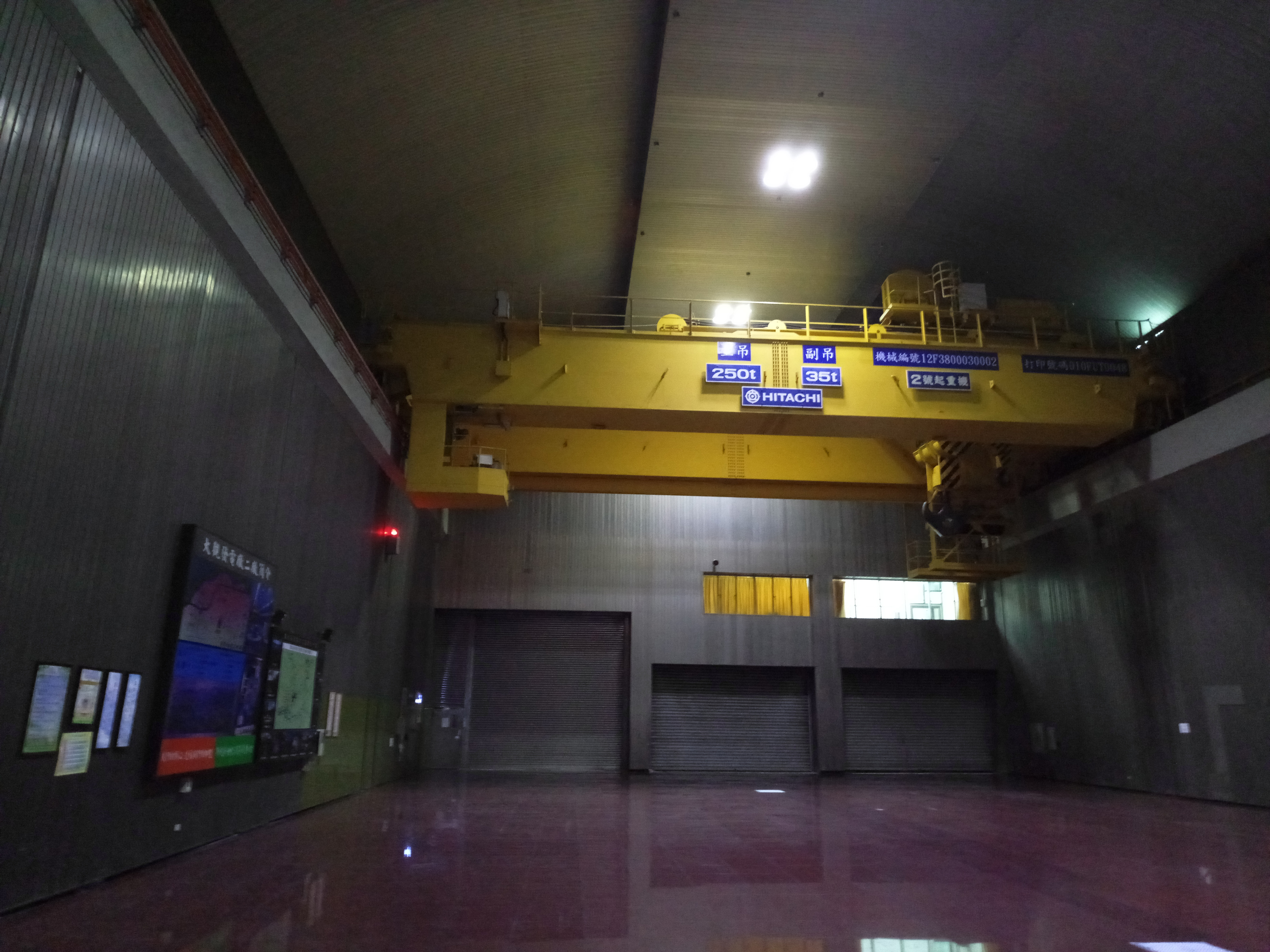
廠房內的起重機，用於發電機組大修時，可將發電機轉子吊掛出定子之上
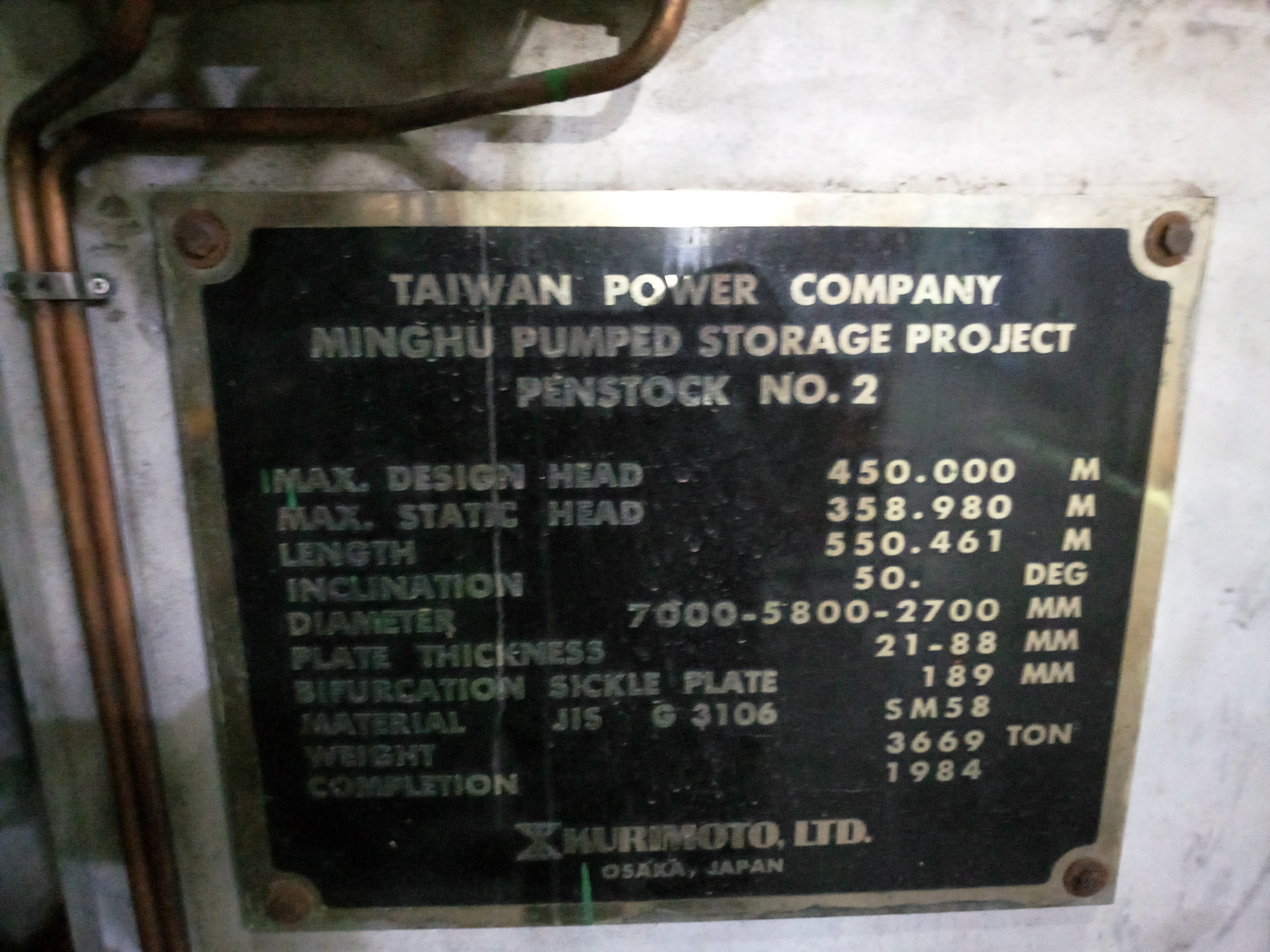
2號水輪機銘板
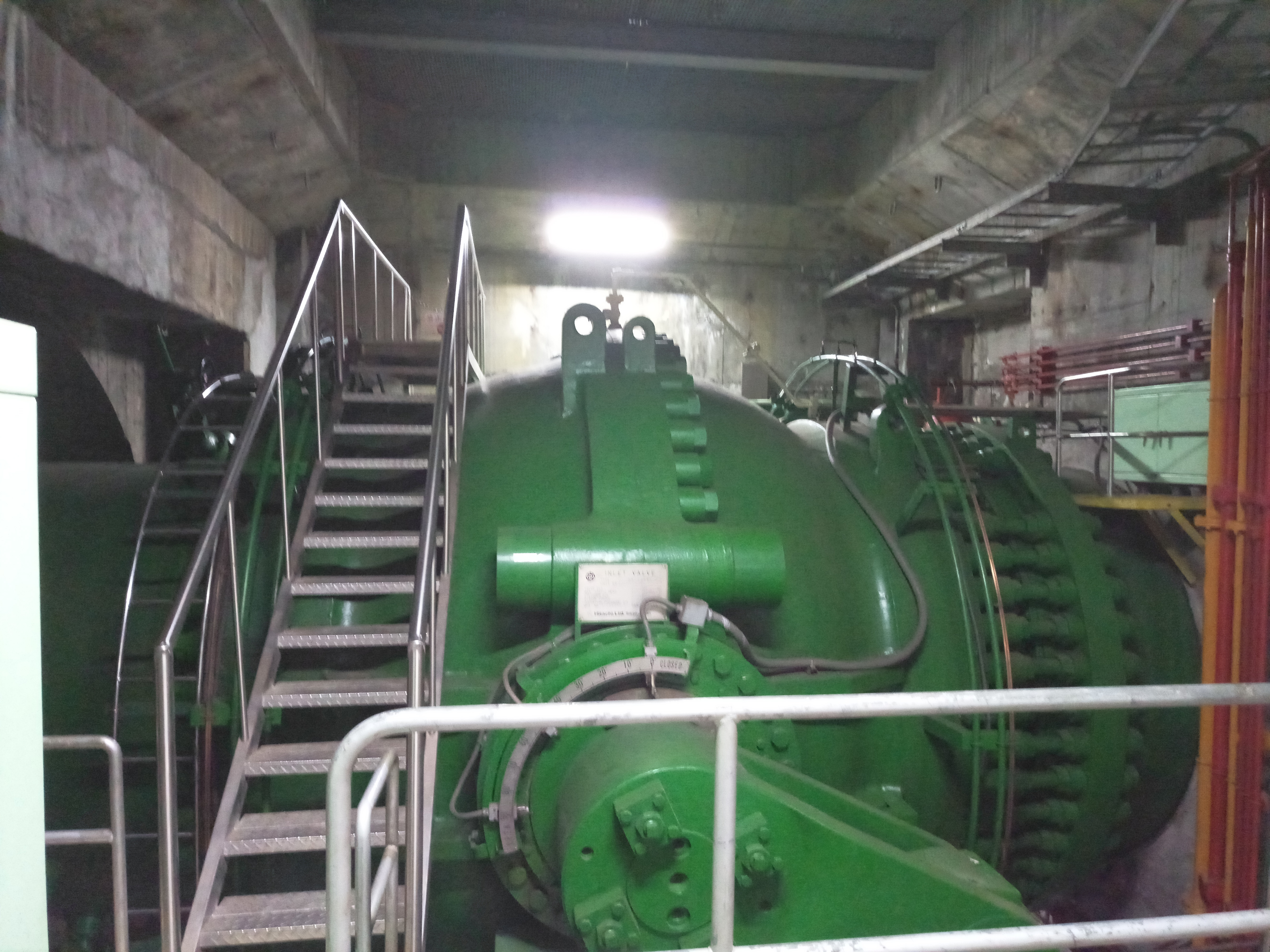
2號水輪機主閥，為球型閥形式
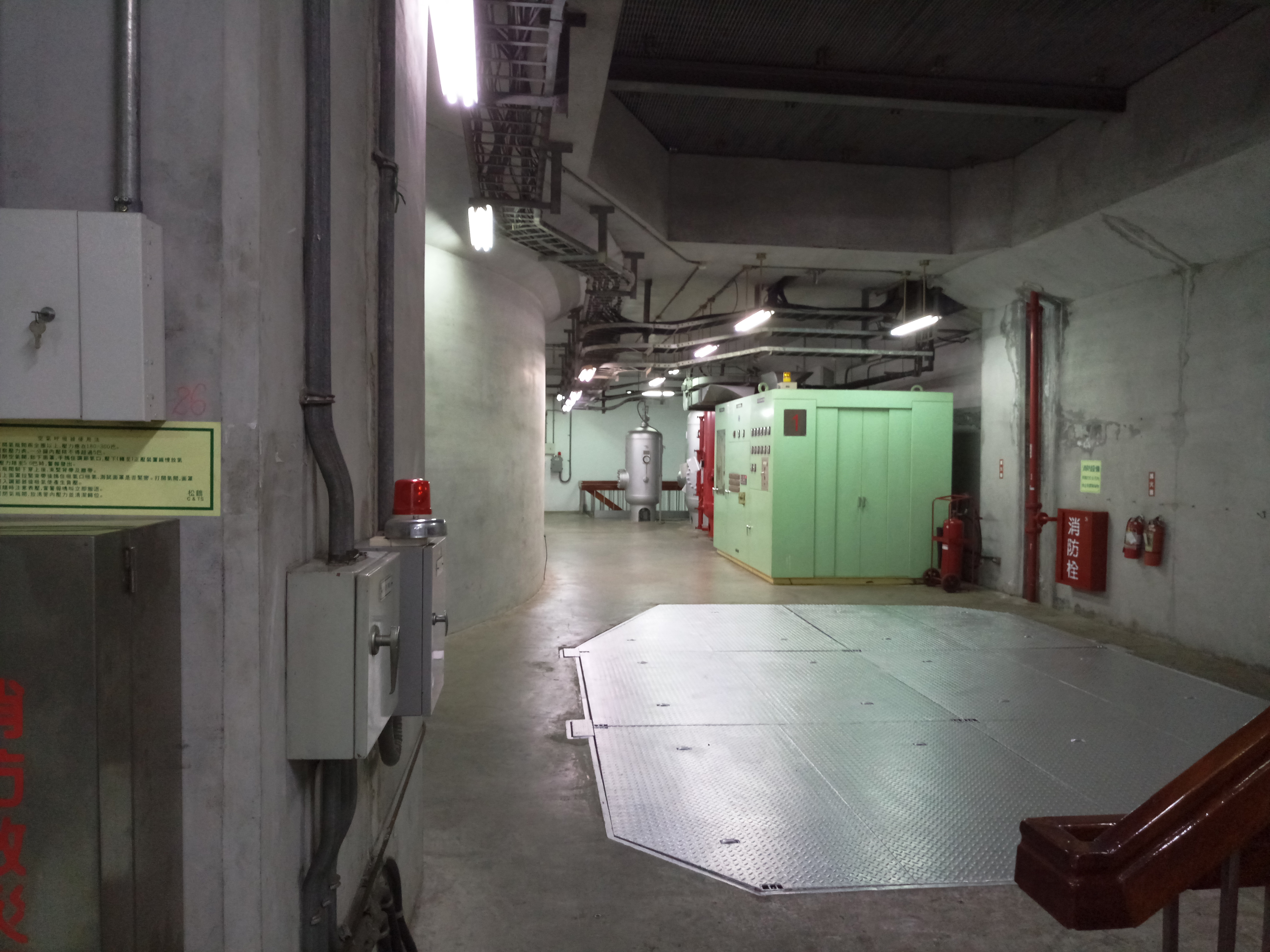
地下廠房發電機層一景，左方環形混凝土結構即為發電機外圍阻體
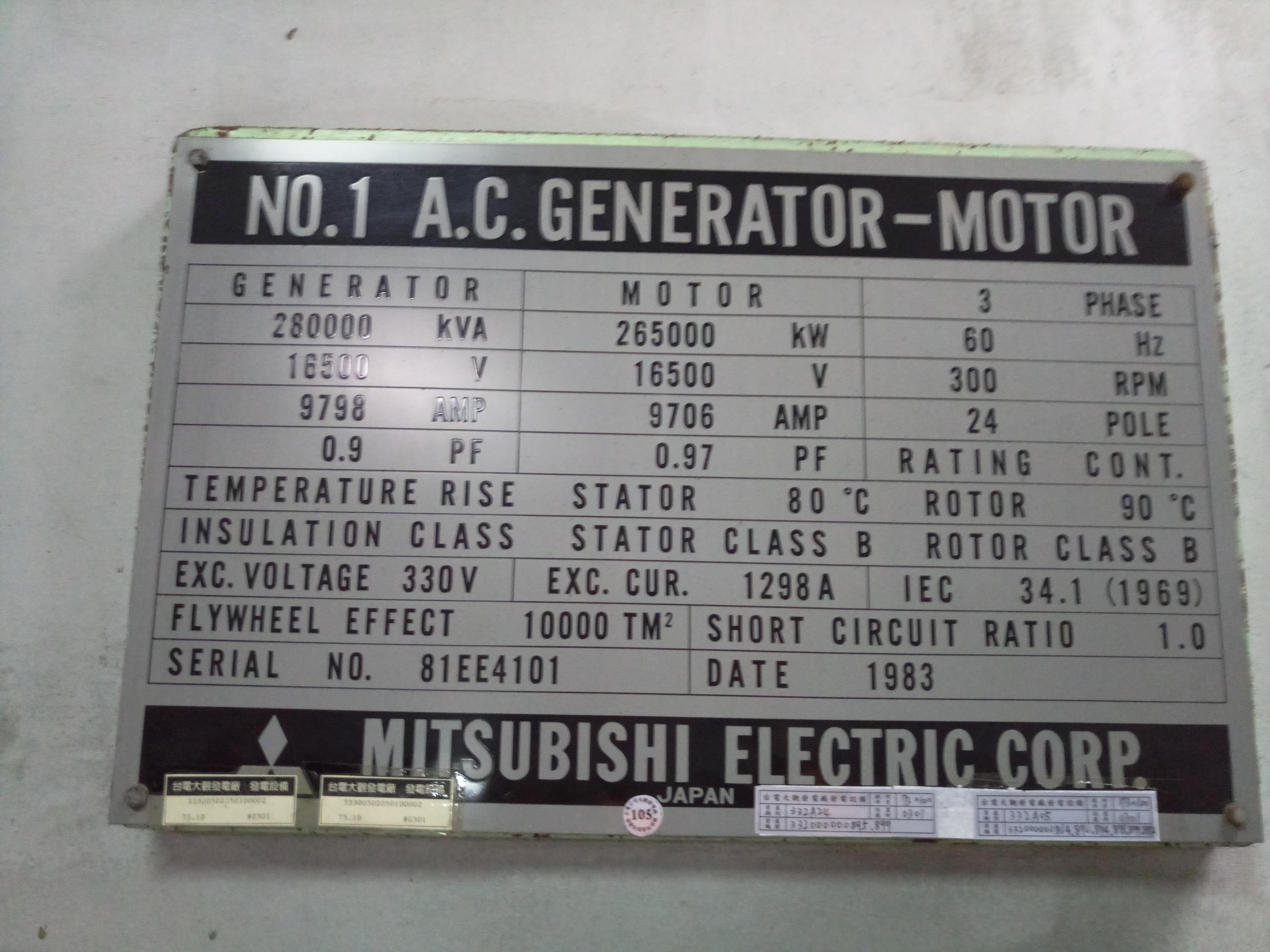
1號發電機銘板，日本三菱重工承製

## 資料來源
1. 1 2  . 聯合報. 1982-11-17: 06版 （中文（臺灣））.
2. 1 2 3  蕭永盛.  (PDF). 中興工程顧問公司電力部.   [2016-02-04]. （原始内容存档 (PDF)于2017-01-12） （中文（臺灣））.
3. 1 2 3 4 5   (PDF). 台灣電力公司.   [2016-02-04]. （原始内容 (PDF)存档于2014-02-03） （中文（臺灣））.
4. 1 2  . 台電官方電力粉絲團.   [2016-02-04]. （原始内容存档于2019-06-15） （中文（臺灣））.
5. 1 2 3  .   [2016-02-04]. （原始内容存档于2015-03-09） （中文（臺灣））.
6. 1 2 3   (PDF). 國立彰化師範大學.   [2016-02-04]. （原始内容存档 (PDF)于2017-01-12） （中文（臺灣））.

## 外部連結
- （繁體中文）明湖下池水庫運用要點 - 經濟部水利署 （页面存档备份，存于）